# Bernard Parker
Bernard Parker (Boksburg, 16 de março de 1986) é um ex-futebolista sul-africano que atuava como atacante.

## Carreira
Integrou a Seleção Sul-Africana de Futebol que disputou a Copa do Mundo FIFA de 2010. Representou o elenco da Seleção Sul-Africana de Futebol no Campeonato Africano das Nações de 2015.
Parker foi artilheiro da Premier Soccer League na temporada 2013/2014 com 10 gols em 27 jogos.